# Ptenochirus jagori
Ptenochirus jagori is een vleermuis uit het geslacht Ptenochirus die voorkomt in de Filipijnen. Deze soort is daar gevonden op de eilanden Biliran, Bohol, Bongao, Boracay, Caluya, Camiguin, Carabao, Catanduanes, Cebu, Leyte, Luzon, Maripipi, Masbate, Mindanao, Mindoro, Negros, Panay, Polillo, Samar, Sanga-sanga, Semirara, Siargao, Sibay, Sibuyan en Siquijor. De soort ontbreekt dus alleen in het uiterste noorden (Batanes), westen (Palawan, Calamianeilanden e.d.) en zuiden (Sulu-eilanden).
Deze soort komt voor in regenwoud tot op 1800 m hoogte, vooral in primair laaglandregenwoud. Deze soort komt algemeen voor, maar is kwetsbaar voor vernietiging van zijn habitat. Vlak na de innesteling stopt de ontwikkeling van het jong voor ongeveer vijf maanden, waardoor de draagtijd ongebruikelijk lang is. Deze soort is iets groter dan zijn verwant P. minor, mar lijkt daar verder sterk op. De totale lengte bedraagt 130 tot 136 mm, de staartlengte 9 tot 12 mm, de achtervoetlengte 22 mm, de oorlengte 22 tot 24 mm, de voorarmlengte 82 tot 85 mm en het gewicht 82 tot 92 g (gebaseerd op vier mannetjes uit het Kitangladgebergte op Mindanao). Het karyotype bedraagt 2n=44, FN=56.